# Królewo (gromada w powiecie płońskim)
Królewo – dawna gromada, czyli najmniejsza jednostka podziału terytorialnego Polskiej Rzeczypospolitej Ludowej w latach 1954–1972.
Gromady, z gromadzkimi radami narodowymi (GRN) jako organami władzy najniższego stopnia na wsi, funkcjonowały od reformy reorganizującej administrację wiejską przeprowadzonej jesienią 1954 do momentu ich zniesienia z dniem 1 stycznia 1973, tym samym wypierając organizację gminną w latach 1954–1972.
Gromadę Królewo z siedzibą GRN w Królewie utworzono – jako jedną z 8759 gromad na obszarze Polski – w powiecie płońskim w woj. warszawskim, na mocy uchwały nr VI/10/14/54 WRN w Warszawie z dnia 5 października 1954. W skład jednostki weszły obszary dotychczasowych gromad Krajęczyn, Królewo i Sobieski ze zniesionej gminy Szumlin oraz obszary dotychczasowych gromad Idzikowice i Salomonka ze zniesionej gminy Sochocin w tymże powiecie. Dla gromady ustalono 10 członków gromadzkiej rady narodowej.
1 stycznia 1959 z gromady Królewo wyłączono: (a) wieś Idzikowice, włączając ją do gromady Kołoząb w tymże powiecie, oraz (b) wieś Salamonka, włączając ją do gromady Nowe Miasto tamże, po czym gromadę Królewo zniesiono, a jej (pozostały) obszar włączono do gromady Joniec tamże.